# Elaeagnus gonyanthes
Elaeagnus gonyanthes är en havtornsväxtart som beskrevs av George Bentham. Elaeagnus gonyanthes ingår i släktet silverbuskar, och familjen havtornsväxter. Inga underarter finns listade i Catalogue of Life.